# Бернар Суассонський

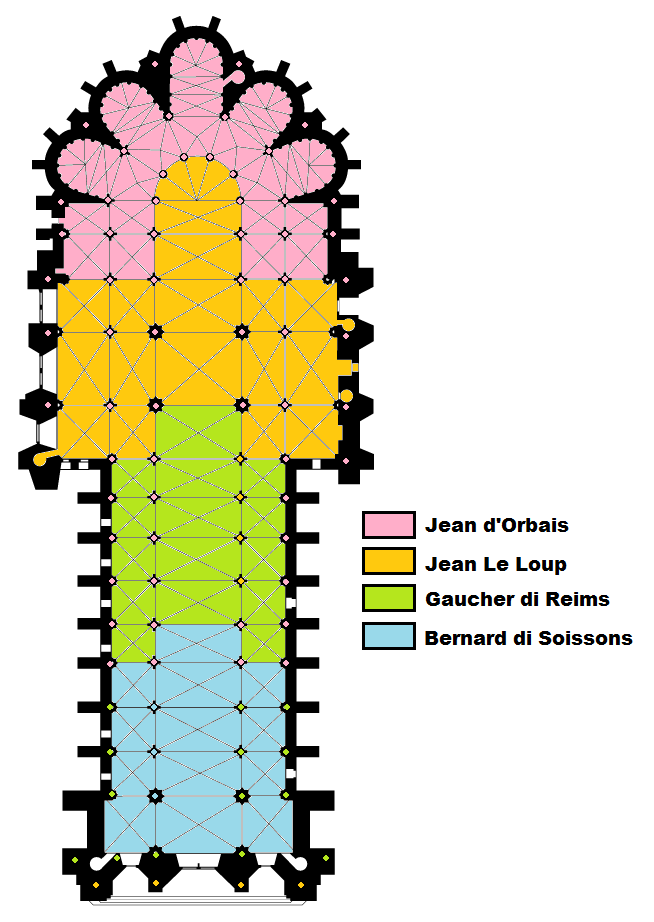
Частини Реймського собору, зведені різними майстрами. Робота Бернара Суассонського виділена блакитним кольором

Берна́р Суассо́нський (фр. Bernard de Soissons; XIII ст., Суассон) — французький будівничий з міста Суассон.

## Канва біографії
Був останнім з чотирьох майстрів, які зводили Реймський собор у XIII столітті. За різними історичними джерелами працював на будівництві у 1255–1290 роках або у 1259–1294 роках. Збудував більшу частину західного фасаду до галереї Глорії, три південні опори трьох перших травей, склепіння п'яти перших травей, починаючи від вікна-«троянди» та три подвійні прольоти аркбутанів.
Ім'я Бернара Суассонського, як і інших трьох архітекторів, було викарбувано в лабіринті соборної підлоги, викладеному у наві собору близько 1290 року та зруйнованого у 1778 році.

## Список будівничих собору
- Жан д'Орбе (фр. Jean d'Orbais) — розробив проект і почав будівництво, у 1211–1231 році збудував більшу частину хорів і трансепта;
- Жан-ле-Лу (фр. Jean-le-Loup) — до 1241 року закінчив зведення хорів і трансепт;
- Гоше Реймсський (фр. Gaucher de Reims) — збудував неф;
- Бернар Суассонський